# Pseuderemias erythrosticta
Pseuderemias erythrosticta är en ödleart som beskrevs av  George Albert Boulenger 1891. Pseuderemias erythrosticta ingår i släktet Pseuderemias och familjen lacertider.
Artens utbredningsområde är Somalia. Inga underarter finns listade i Catalogue of Life.